# Armadilloniscus cecconii
Armadilloniscus cecconii är en kräftdjursart som beskrevs av Dollfus 1905. Armadilloniscus cecconii ingår i släktet Armadilloniscus och familjen Detonidae. Inga underarter finns listade i Catalogue of Life.